# Danzō Shimura
Danzō(志村ダンゾウ, Shimura Danzou, (japansk)) er en figur fra anime- og Mangaserien Naruto. Han er én af Konoha Ældre (Hokagens rådmænd) og leder af den ANBU lignende organisation Root. Senere i historien udpeges han til at være den Sjette Hokage efter Pains invasion.

## Baggrund
Før i tiden var Danzō rival med Hiruzen Sarutobi og konkurrerede om titlen til den Tredje Hokake med ham. Da han ikke blev valgt til dette lavede han sin egen ANBU-afdeling, kaldet Root. Selvom denne gruppe senere officielt blev lukket forblev den aktiv. Under den Tredje Store Shinobi Verdenskrig aftalte han at hjælpe Hanzō fra Amegakure, hvis han hjalp Danzō med at få titlen som Hokage. Danzō sendte derfor nogle tropper af sted til, at tage sig af en oprørsgruppe styret af Yahiko, men tropperne blev alle dræbt af Nagato.
Senere, da det kom frem, at Uchiha-klanen ønskede at styrte styret, var Danzō en af de ældre, der afhjalp problemet. Han benyttede sig af Itachi Uchihas pacifisme og overtalte ham til, at give de oplysninger Konohas Ældre skulle bruge og klanens overtagelse. Da Hiruzen forgæves prøvede at stoppe denne magtomvæltning på en diplomatisk måde, blev Itachi beordret til at udslette hele Uchiha-klanen. Men Itachi nægtede at dræbe sin bror, Sasuke Uchiha, og truede med at afsløre alt hvad han vidste om Konoha med andre lande, hvis de forsøgte at skade Sasuke. En tid efter at Shisui Uchiha blev dræbt, implanterer Danzō Shisuis højre Sharingan-øje og -arm til sin egen krop. Han stødte også på Madara Uchiha omkring tidspunktet ved udryddelsen af Uchiha-klanen, men har ikke set ham, før han flygtede fra Kage samrådet.

## Personlighed
Danzō er en dårlig taktikker, hvilket demonstreres med de midler han bruger, når han skal eliminere trusler og beordrer dem udslette, i stedet for at forhandle. Han er parat til at bruge hvem som helst, selv sine fjender, for at opnå sine mål. Danzō er dog afklaret med de fleste situationer og meget fattet. Han udviser ingen tegn på følelser, hvilket også afspejles i hans elever. Der forekommer dog tidspunkter, hvor han bliver sur – både i stemme og ansigt, da den sjette Hokage skal udnævnes og Kakashi Hatake bliver nomineret. Han pointerer her, at den Tredje Hokages lære kun har ført byen til ødelæggelse lidt efter lidt.
Han holder altid øje med alting; før han blev udnævnt som den Sjette Hokage, holdt han sig konstant underrettet om, hvad der kunne true Konoha – med eller uden Hokagens viden og/eller tilladelse. Men på trods af dette syntes de to andre Ældre (Homura Mitokado og Koharu Utatane) godt om ham og de anbefalinger han havde om byens politik.
Selvom han taler til Tsunade med respekt, synes han ikke om hende. Dette er hovedsageligt fordi, at hun er barnebarn af Hashirama Senju, den Første Hokage og, som Hiruzen, underviser i den filosofi, som Danzō er så stor modstander af. På trods af disse ideologier mener han dog, at ninjaer skal bringes sammen, dog uden at de viser følelser og de overser morale hvis der er brug for det.
Danzōs omsorg for folket og loyalitet til Konohagakure er kun en sølle facade. Han ønskede kun at vælte Tsunades og blive Hokage selv, da han mener han ved, hvad ville være bedste for byens fremtid. Hans ønske om at blive Hokage var så stort, at han var villig til, at alliere sig med Hanzō fra Amegakure og lade Akatsuki angribe byen og vente til det rette tidspunkt at angribe . 
Udover dette er han meget forsigtig of hemmelig. Selvom det øverste råd er meget loyale over for ham har han stadig placeret et Cursed Seal på deres tunger, så de ikke kan snakke om ham (gør de, bliver de paralyseret og tungen låser sig). Men de er dog betroet til at vide, at han har Shisuis arm og øje implanteret i sin krop, hvilket han skjuler for alle andre.
Foruden dette holder han heller ikke sine løfter, som da Itachi truer ham, hvis han rører Sasuke. Danzō sender stadig Sai efter Sasuke, selv mens Itachi stadig levede. Efter Itachi døde udstedte han en officiel ordre på, at Sasuke skulle elimineres.
På trods af sin besættelse af at blive Hokage og sit arsenal af ufine tricks til det, vælger han at flygte fra Kage Samrådet, hvilket han taber alt respekt fra de andre Kage'r og sender hans drøm om at blive kage permanent til jeopardy.
Det skal dog nævnes, at dybt inde i Danzō betyder Konohas eksistens mest for ham. Han er villig til at ofre sig for sin by, selvom han har svært ved at få det ud.

## Shippuden

### Sai og Sasuke
Danzō sætter Sai på Team 7 som erstatning for Sasuke Uchiha. På grund af dette gør Tsunade, Yamato til holdkaptajn, så han kan holde øje med Sai, i tilfælde af, at Danzō har andre planer med ham. Under missionen får Sai kontakt med Orochimaru og tilbyder, på vegne af Danzō, at de bør arbejde sammen om at ødelægge Konoha. Yamato opdager dette og vil bruge det som bevis for, at Danzō ikke arbejder for byen længere, men finder senere ud af, at det kun for at Sai kan komme tæt på Sasuke og dræbe ham. Da dette mislykkes og Sai bliver mere knyttet til Team 7 fortæller Danzō ham, at "følelser fører til had, og had fører kun til krig".

### Ildtemplet
Danzō ses senere, forfulgt af ANBU ninjaer, da han ville underettes af en af sine spioner, Tatsuji, fra Amegakure.  Han og Tatsuji blev tilbageholdt og forhørt af Tsunade, men de blev afbrudt af Sora, der blev taget i af lytte.

### Pains invasion
Da Pain begyndte sin invasion af Konoha og Tsunade bad frøen Kōsuke om at få fat i Naruto, dræbte Danzō frøen for at holde den Ni-halet dæmonræv væk. Danzō ses senere sammen med medlemmer fra hans organisation, Root, hvor han instruerer dem i ikke at hjælpe byens forsvar, da han håber Pains handlinger vil give ham mulighed for at overtage Tsunades plads som Hokage.
Efter invasionen mødes lederne fra Ildlandet og Konoha til et krisemøde. Danzō overbeviser daimyo'en (en slags konge) om, at de tidligere Hokager har ført en slap linje, hvilket har gjort landets militær slatten og dårligt. Byen har brug for en stærk og sikker leder, som vil bringe orden tilbage til landet – Noget kun han kan gøre, mener han selv. Efter en kort debat beslutte daimyo'en, af Danzo skal udnævnes som den Sjette Hokage. Efter at have læst brevet fra den Fjerde Raikage, er Danzō første ordre at gøre Sasuke til en missing-nin og han skal dræbes.

### Five Kage Summit arc
Selvom Danzō er blevet udpeget til Hokage af daimyo'en (kongen af Ildlandet), kræver det stadig, at Jonin'erne støtter op om ham. Så som midlertidig Hokage giver Danzō ordre til Sai om, at holde øje med Naruto. Sai spørger til, hvad Danzōs planer er og Danzō forklarer, at Naruto nu er en folkehelt (han har lige reddet mange liv og en det meste af byen) og folket vil støtte op om alt Naruto gør. Hvis Naruto ville afsætte Danzō vil hans planer ikke blive realiseret og han vil derfor ikke gøre noget mod ham. Men da Naruto stadig har den ni-halet dæmonræv i sig, skal der holdes øje med ham. 
Før han tager af sted til mødet, foreslår en fra Root at snigmyrde Anko Mitarashi, men det afviser Danzō. De skal i stedet finde Kabuto Yakushi før Anko gør, da Kabuto havde relation til Orochimarus arbejde. Han kender derfor til hans eksperimenter, der muligvis kan hjælpe til hans arm og øje.
Da de tager af sted til mødet, bliver Danzō angrebet af otte shinobier fra Hannya-klanen (fra et andet land). Han beordre sin livvagter om ikke at angribe, da han selv vil gøre det. Han afslører, at han under sine forbindinger har et Sharingan-øje og dræber med lethed de otte, plus han kan se yderligere 17 gemt i skoven, som han også dræber. Han afslører da, at dette møde vil gøre ham til Hokage permanent, hvis hans plan lykkes.
Under mødet, siger den Fjerde Raikage, at Danzō var involveret under invasionen af Konoha. Danzō siger ikke noget i denne sammenhæng, men lader i stedet Gaara (der nu er Kazekage), Tsuchikagen og Raikagen diskutere. Mifune (Raikagen) foreslår, at de laver en alliance, der skal udslette Akatsuki og at Danzō skal lede det, da de stadig har en halet dæmoner. Men Ao (en shinobi med Byakugan-øje) kan se, at Danzō bruger sit Sharingan-øje til at manipulere med Mifune, hvilket gør de andre kager rigtig sure på Danzō. Men Akatsuki-medlemmet, Zetsu, afbryder mødet og der udbryder kamp. Ao får besked på at holde øje med Danzō. Han indrømmer at have brugt sit øje, men kun for at få samlet de fem kager under ét banner, da dette vil skabe fred.
Da Sasuke præsterer at bryde ind i deres forhandlinger, benytter Danzō og hans to livvagter, Fū og Torune, forvirringen til at stikke af fra mødet, hvor Ao følger efter dem. Sasuke prøver også på at forfølge dem, men bliver stoppet af den Femte Mizukage. På baggrund af dette afgør de andre kage'r, at Danzō ikke er til at stole på og han ikke vil være Hokage i lang tid.
Velvidende om Aos forfølgelse, forsøger Fū at stoppe ham og tage hans øje, så Danzō kan få eb Byakugan. Men Fū fejler og straks efter viser Madara Uchiha sig, og siger at han og Danzō ikke har set hinanden siden Uchiha massakren. En kamp bryder ud, hvor Madara teleporterer Fū og Torune væk og Sasuke Uchiha tilbage, så han kan kæmpe mod Danzō. Danzō frigør nogle store jernbeslag fra sin arm og afslører, at hans højre arm er dækket med Sharingan øjne. Armens øjne bruger en masse energi, hvilket giver ham en masse evner, men når øjerne lukker sig (efter ca. 1 minuts brug) åbnes de ikke igen og hans evner forringes. Men Sasuke er for stor en mundful for ham og han må til sidst bukke under for Sasukes evner. I sit sidste øjeblik bruger han dog en jutsu, der forsegler alt omkring sig i en radius af ca. 10 meter, som både Madara og Sasuke med nød undgår.

## Evner
Sai fortæller, at Danzō har placeret et Crused Seal på alle Root medlemmer. Sejlene forhindre dem fra at videregive nogen form af information om Root eller Danzō. Det aktiveres når bæreren snakker om noget relateret til Danzō eller Root og vil paralysere dem og gøre dem stumme, så de ikke kan udspørges.
I kamp kan Danzō anvende Vind teknikker, hvilket gør ham stand til at udrydde nogle snigmordere efter nogle håndtegn og lave en rotationer i luften. Han er også ret god med et sværd, da han bruger dette til at dræbe endnu flere snigmordere.

### Shisui's Sharingan og arm
Danzō besidder Shisui Uchihas Sharingan på sit højre øje, hvilket han har skjult under bandager. Det er tilsyneladende skadet, da øjeæblet ikke er hvidt. På trods af dette kan sagtens bruge det, som da han opdager 17 snigmordere i en skov. Det påstås også af Ao, at Shisuis Sharingan var i stand til at manipulere med andre uden deres viden, hvilket ledte til spekulationer, om han har brugt det mod Mifune. Danzō indrømmer faktisk at have brugt det, men påstår, at han kun kan bruge det én gang om dagen og han allerede havde brudt den illusion han havde sat på Mifune.
Danzōs arm tilhørte også Shisui Uchiha, men den er blevet kraftigt modificeret. Danzō viser, at han har en utal af Sharingan øjne derpå, som han holder forsejlet med jernbeslag, så de ikke bruger hans chakra, indtil han får brug for dem. Deres formål er endnu ukendt, men fans tror det bliver afsløret i kapitel 470. Øjnene har han formodentlig fået fra Uchiha-massakren og Danzo bruger de 10 Sharingan til den forbudte Dojutsu Izanagi, som er forbudt selv i Uchiha klanen. Jutsuen kan styre det rum mellem virkelighed og illusion. Det er den mest kraftfulde Genjutsu nogen kan kaste på sig selv. Men efter man har brugt Izanagi lukker øjet og det åbner aldrig igen.
Danzō påstår også, at Orochimarus forskningsnoter, som Kabuto Yakushi har, vil kunne hjælpe for Danzōs Sharingans-øje, men om det betyder, at øjet bliver bedre, eller det skal reparere en skade er uvist.